# Jan Bis
Jan Bis (ur. 4 maja 1861 w Nisku, zm. 9 lutego 1915 tamże) – rolnik, polski polityk, burmistrz Niska.

## Życiorys
Dzięki wyjazdom za granicę zbudował w Nisku dom i nabył gospodarstwo. W latach 1908–1913 zasiadał w Radzie Naczelnej PSL. Od 1910 sprawował mandat posła z ramienia Polskiego Stronnictwa Ludowego w IX kadencji Sejmu Krajowego Galicji (1908-1913) z Okręgu Nisko. Bez powodzenia kandydował w wyborach do Sejmu Krajowego w 1913 r. (z jego okręgu wybrany został ks. Stanisław Wolanin). Od 1911 był także posłem do Rady Państwa (XII kadencji). Po rozłamie w ruchu ludowym przystąpił do PSL – Lewica, gdzie od 5 kwietnia 1914 był członkiem Wydziału Rady Naczelnej.